# Sfântul Sinod al Bisericii Ortodoxe de Stil Vechi din România
Sfântul Sinod al Bisericii Ortodoxe de Stil Vechi din România are în componența sa un mitropolit și nouă episcopi. De menționat este faptul că cel mai mare for decizional în BOSVR, conform Actului Constitutiv de Funcționare și Organizare a Asociației Religioase „Biserica Ortodoxă de Stil Vechi din România”, este Sfântul Sinod.
Sfântul Sinod al Bisericii Ortodoxe Române de Răsărit, funcționează ca sinod mitropolitan, mitropolitul fiind și președintele acestuia. 
Întâistătătorul Bisericii: Înaltpreasfințitul Arhieiscop și Mitropolit Evloghie Nica
Episcop de Suceava :    Preasfințitul Episcop Sofronie Oțel
Episcop de Brașov :      Preasfințitul Episcop Teodosie Scutaru
Episcop de Botoșani :   Preasfințitul Episcop Iosif Mogârzan
Episcop de Ilfov :           Preasfințitul Episcop Flavian Bârgăoanul
Episcop de Bacău :       Preasfințitul Episcop Antonie Tătaru
Episcop de Iași :            Preasfințitul Episcop Glicherie Ilie
Episcop de Galați :        Preasfințitul Episcop Dionisie Costandache
Episcop de Neamț :       Preasfințitul Episcop David Macovei

Foști Întâistătători ai Bisericii Ortodoxe de Stil Vechi din România:
ÎPSM.Galaction Cordun (1955-1959) 
Sfântul Ierarh Glicherie Mărturisitorul (1959 - 1985)  
ÎPSM.Silvestru Onofrei (1985-1992) 
ÎPSM.Vlasie Mogârzan (1992-2022)
ÎPSM.Demosten Ioniță (2022-2024)    
Foști episcopi ai Bisericii Ortodoxe de Stil Vechi din România : 
PS.Evloghie Oța
PS.Meftodie Marinache
PS.Pahomie Morar
PS.Ghenadie Gheorghe
PS.Cozma Lostun